# Kulturåret 1755

## Händelser
- 31 oktober - Giacomo Casanova lyckas fly från dogepalatsets blykamrar i sin hemstad Venedig.

## Nya verk
- Den svenska pjäsen Risbadstugan, inspirerad av ett rättsfall, av Johan Stagnell.

## Födda
- 16 januari – Lorentz Lunderberg (död 1815), svensk medaljkonstnär.
- 16 april – Élisabeth Vigée Le Brun (död 1842), fransk målare.
- 30 maj – Jean-François Collin d'Harleville (död 1806), fransk dramatiker.
- 8 juni – Johan Fredrik Martin (död 1816), svensk konstnär.
- 6 juli – John Flaxman (död 1826), engelsk skulptör.
- 4 augusti – Nicolas-Jacques Conté (död 1805), fransk målare, ballongflygare, officer och uppfinnare av den moderna blyertspennan.
- 6 november – Stanisław Staszic (död 1826), polsk präst, filosof, statsman, geolog och författare.
- 21/22 december – Aloys Blumauer (död 1798), österrikisk författare.
- Carl Fredrik Beurling (död 1837), svensk fabrikör och bildhuggare.
- Caroline Müller, operasångare, (död 1826)
- Agnieszka Truskolaska, skådespelare, operasångare
- Marie Jeanne Clemens, konstnär
- Maria Theresia Ahlefeldt, kompositör

## Avlidna
- 10 februari - Charles-Louis de Secondat Montesquieu (född 1689), fransk politiker, författare, statsvetare och politisk filosof.
- 2 mars - Louis de Rouvroy, hertig av Saint-Simon (född 1675), fransk diplomat, militär och memoarförfattare.